# Mary Kaye (Musikerin)
Mary Kaye (* 9. Januar 1924 in Detroit als Mary Kaʻaihue; † 17. Februar 2007 in Las Vegas) war eine US-amerikanische Musikerin und Künstlerin, mit hawaiischen Wurzeln, die besonders in den 1950er und 1960er Jahren aktiv war.

## Leben und Wirken
Kaye wurde 1924 als Mary Kaʻaihue als Nachfahrin der letzten hawaiischen Königin Liliuokalani geboren. Ihre Familie war bereits fest verwurzelt im Showbusiness. 
Zunächst spielte Kaye als Gitarristin in der Band ihres Vaters. Ab den 1940er bis in die 1960er Jahre war Kaye mit ihrer Band Mary Kaye Trio (mit Frank Ross und Norman Kaye) unterwegs, mit dem sie auch eine Reihe von Singles und Alben wie Music on a Silver Platter (Decca, 1956), On the Sunset Strip (Warner Bros, 1959) und For the Record (Verve, 1962) vorlegte. Ihrer Karriere verdankte sie ihren Spitznamen First Lady of Rock and Roll. Im Jahr 1956 machte sie mit ihrer Band für die Firma Fender eine Werbekampagne für eine neue Stratocaster-Gitarre mit einem einzigartigen Farbschema (blonder Holzkörper und goldene Hardware),  die später unter dem Namen The Mary Kaye Strat bekannt (und dann auch in Serie gebaut) wurde.
Noch vor Louis Prima begründete sie das „Las-Vegas-Lounge-Phänomen“ als Ereignis, bei dem eine Band die ganze Nacht zum Tanz aufspielte und das Publikum bei entspannter Atmosphäre nächtelang durchtanzte. Kaye trat im Laufe ihrer Karriere auch in zahlreichen TV-Shows auf von Stars wie Ken Murray, Eddie Fisher, Perry Como, Rosemary Clooney, Dinah Shore und Jack Parr; außerdem war sie in Soundies wie Stuff Like That There (1945, Regie William Forest Crouch), Filmen wie Bop Girl Goes Calypso (1956) und in der TV-Serie 77 Sunset Strip (1959) zu sehen. In dem Film Cha Cha Cha Boom (1956, Regie Fred F. Sears) spielte sie ebenfalls eine Fender Strat.
Sie starb am 17. Februar 2007 in einem Krankenhaus in Las Vegas an Lungenversagen.